# カルビン・グローブ
カルビン・グローブ（Calvin Grove、1962年8月5日 - ）は、アメリカ合衆国の男性プロボクサー。ペンシルベニア州コーツビル出身。元IBF世界フェザー級王者。

## 来歴
1982年6月3日、グローブはプロデビュー戦を行い2回KO勝ちでデビュー戦を白星で飾った。
その後は全勝をキープして1985年6月28日、ニュージャージー州アトランティックシティのアトランティス・ホテル・アンド・カジノでUSBA全米フェザー級王者アーヴィング・ミッチェルと対戦し12回3-0の判定勝ちで王座獲得に成功した。
1985年10月24日、ダナ・ロストンと対戦し12回3-0の判定勝ちで初防衛に成功した。
1986年9月4日、ビリー・ホワイトと対戦し6回35秒TKO勝ちで2度目の防衛に成功した。
1988年1月23日、フランスソンム県ガマシュのパライス・デ・スポーツでIBF世界フェザー級王者アントニオ・リベラと対戦し4回2分12秒TKO勝ちで王座獲得に成功した。
1988年5月17日、アトランティックシティのサンズ・カジノ・ホテルでメイロン・テイラーと対戦し15回3-0の判定勝ちで初防衛に成功した。
1988年8月4日、メキシコバハ・カリフォルニア州メヒカリのプラザ・デ・トロス・カラフィアでホルヘ・パエスと対戦するが、終始グローブがリードを広げたかに見えたが、最終15回に3度ダウンを奪われあわやストップ寸前まで追い詰められ15回0-2の僅差判定負け。大逆転で2度目の防衛に失敗し王座から陥落した。
1989年3月30日、王座から陥落した時と同じ会場でホルヘ・パエスとリマッチを行い、自身初のKO負けとなる11回1分2秒TKO負けで7か月振りの王座返り咲きに失敗した。
1989年8月20日、ロシアモスクワのディナモ・バスケット・ホールでUSBA全米スーパーフェザー級王者アンソニー・イングリッシュと対戦し3回と9回にダウンを奪われるも落ち着いた試合運びを見せ12回3-0の判定勝ちで王座獲得に成功した。
1990年2月8日、ニューヨークのブルーム・カウンティー・アリーナでバーナード・テイラーと対戦し11回1分56秒TKO負けで初防衛に失敗し王座から陥落した。
1992年3月27日、ニューヨークで全米ニューヨーク州スーパーフェザー級王者で後のWBO世界スーパーフェザー級王者レジリオ・ツールと対戦し12回2-1の判定勝ちで王座獲得に成功した。
1992年11月7日、ネバダ州ラスベガスシーザーズ・パレス内シーザーズ・タホでWBC世界スーパーフェザー級王者アズマー・ネルソンと対戦し12回0-3の判定負けで2階級制覇に失敗した。
1993年2月21日、元IBF世界フェザー級王者トロイ・ドーシーと対戦し10回3-0の判定勝ち。
1994年12月13日、ニューメキシコ州アルバカーキのチグレイ・コロシアムでWBC世界ライト級王者ミゲル・アンヘル・ゴンザレスと対戦し6回レフェリーストップでまたしても2階級制覇に失敗した。
1995年11月18日、アトランティックシティのタージ・マハル・ホテル・アンド・カジノでWBU世界スーパーフェザー級王者アンヘル・マンフェディーと対戦し7回2分54秒TKO負けで王座獲得に失敗した。
1996年4月29日、オーストラリアメルボルンのザ・グラスハウスで元IBF世界スーパーフェザー級王者レスター・エリスを4回2分24秒TKO勝ちを収めた。
1997年5月4日、アトランティックシティのシーザーズ・ホテル・アンド・カジノで後の世界3階級制覇王者アルツロ・ガッティと対戦し7回終了時棄権で敗れる。
1998年4月5日、後のスーパーライト級3団体統一世界王者コンスタンチン・チューと対戦し初回2分59秒KO負けを最後に現役を引退した。

## 獲得タイトル
- USBA全米フェザー級王座
- 第4代IBF世界フェザー級王座（防衛1度）
- USBA全米スーパーフェザー級王座
- 全米ニューヨーク州スーパーフェザー級王座